# 825

سنة 825 كانت سنة بسيطة تبدأ يوم الأحد حسب التقويم اليولياني.

## أحداث
- تأسيس دار المدنيات في قرطبة.
- لويس الأول (التقي) إمبراطور الفرنجة يشن عدة حروب على الونديين والسوربيين

## مواليد
- المبرد

## وفيات
- بشر بن المعتمر